# Koolhoven F.K.49

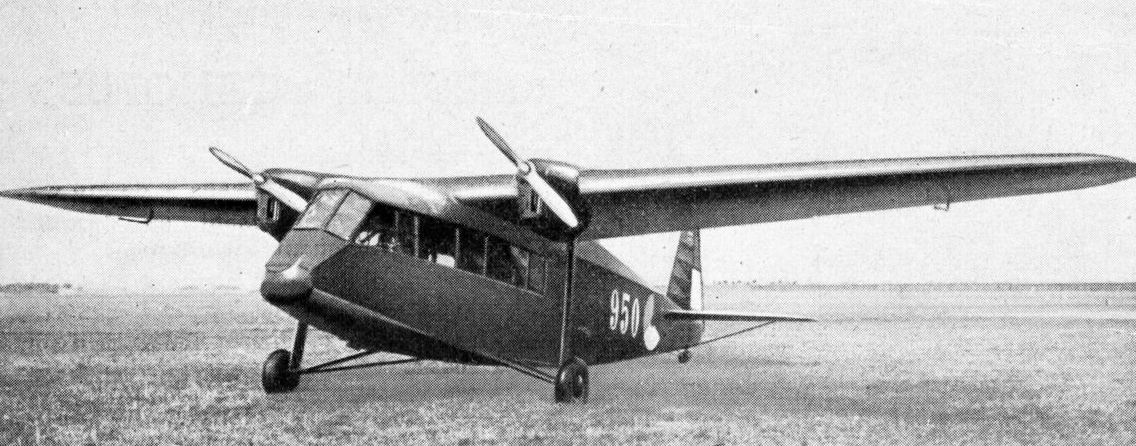
Koolhoven FK-49 (1936)

De Koolhoven F.K.49 was een vliegtuig speciaal ontworpen voor luchtfotografie en cartografie. De eerste vlucht vond plaats in december 1935. Het werd toen gevlogen door de 1e luitenant-vlieger W. van Gemeren en 1e luitenant-vlieger W.H. Wijnkamp, met als passagier Roos. De eerste vlucht duurde slechts 20 minuten.
De F.K.49 was een conventionele hoogdekker met twee motoren aan de voorkant van beide vleugels. Het landingsgestel was standaard een staartwielconfiguratie, maar er is ook een versie met drijvend onderstel ontwikkeld. Het vliegtuig was uitgerust met een donkere kamer (doka) aan boord.
Drie exemplaren zijn door het Nederlandse leger gekocht, maar er is er slechts één geleverd. De overdracht vanuit de D.L.V.B. vond plaats op 23 januari 1936, de overname door de C.L.V.A. kolonel P.W. Best was op 31 januari 1936. De twee anderen waren nog in aanbouw tijdens het bombardement op de Koolhoven fabriek op 10 mei 1940 en zijn verwoest. Er zijn ook een klein aantal F.K.49 toestellen verkocht aan: Turkije, Hongarije en Finland. De aan Turkije en Finland geleverde exemplaren hebben weinig gevlogen door diverse motorproblemen.
De enige Nederlandse F.K.49 heeft uiteindelijk in het leger dienst gedaan als luchtambulance, parachutisten trainingstoestel en transportvliegtuig. Op het moment van de overname eind januari 1936 waren er 29 vluchten mee uitgevoerd, daarna zouden er nog veel meer volgen. De laatste geregistreerde vlucht was op 27 maart 1940 door reserve 2e luitenant-vlieger C.A. den Hoed en reserve kapitein-vlieger J.A. Bach.
Variant
De F.K.49A  was een vergrote watervliegtuig-variant voor het Turkse leger, uitgerust met Fairchild Ranger motoren.

## Specificaties
- Type: Koolhoven F.K.49
- Fabriek: Vliegtuigenfabriek Koolhoven
- Rol: Luchtfotografie en cartografie
- Bemanning: 2
- Passagiers: 8
- Lengte: 11,70 m
- Spanwijdte: 16,00 m
- Leeggewicht: 1330 kg
- Maximum gewicht: 2120 kg
- Motor: 2 × de Havilland Gipsy Major luchtgekoelde viercilinder lijnmotor, ieder met 130 pk
- Propeller: Tweeblads
- Eerste vlucht: 1935
- Aantal gebouwd: 4 (plus 3 onafgebouwd)

Prestaties
- Maximumsnelheid: 202 km/u
- Kruissnelheid: 178 km/u
- Vliegbereik: 790 km
- Plafond: 4300 m